# Le Plantay
Le Plantay este o comună în departamentul Ain din estul Franței.

## Istorie
Satul este menționat încă din secolul al X-lea. A fost sub controlul lorzilor de Villaris, până în anul 1402, când ultimul din această casă, Humbert al VII-lea, cedează o parte din moșiile sale contelui de Savoia. Castelul a ars în 1460, dar au mai rămas câteva rămășițe, inclusiv calea de patrulare și donjonul.